# Dysstroma admiranda
Dysstroma admiranda là một loài bướm đêm trong họ Geometridae.